# Gaëtan Hendrickx
Gaëtan Hendrickx (Eigenbrakel, 30 maart 1995) is een Belgisch voetballer die op het middenveld speelt. Hij is een broer van Jonathan Hendrickx.

## Carrière

### Jeugd
Hij speelde tot 2011 in de jeugd van de Belgische topclub Standard Luik waarna hij overstapte naar de jeugd van KRC Genk, een andere Belgische topclub. Hij zou er tot 2014 spelen maar kon op die drie jaar nooit aanspraak maken op een plek in de A-kern.

### Sint-Truiden
In de zomer van 2014 kreeg hij na een testperiode een contract bij tweedeklasser Sint-Truidense VV. Hij maakte zijn debuut in de competitiewedstrijd tegen RFC Sérésien. Zijn eerste goal was in de bekerwedstrijd tegen derdeklasser Géants Athois.

### Sporting Charleroi
Als vrije speler tekende Hendrickx eind augustus 2016 een contract voor twee seizoenen, met een optie voor nog eens twee jaar, bij eersteklasser Sporting Charleroi. Op donderdag 1 december van datzelfde jaar zorgde hij voor de uitschakeling van RSC Anderlecht in de Croky Cup door het omzetten van de beslissende penalty.
In de transferperiode van winter 2020 werd Hendrickx verhuurd aan KV Kortrijk voor het resterende seizoen. Daarna werd hij getransfereerd naar KMSK Deinze waar hij een contract tot eind juni 2023 kreeg. In het najaar van 2024 werd Deinze failliet verklaard en werd Hendrickx een vrije speler. Begin februari 2025 tekende hij een contract voor een half jaar bij de Belgische tweedeklasser KAS Eupen.

## Statistieken
| Seizoen                           | Club               | Competitie      | Competitie | Competitie | Eindronde | Eindronde | Beker | Beker | Totaal | Totaal |
| Seizoen                           | Club               | Competitie      | Wed.       | Dlp.       | Wed.      | Dlp.      | Wed.  | Dlp.  | Wed.   | Dlp.   |
| --------------------------------- | ------------------ | --------------- | ---------- | ---------- | --------- | --------- | ----- | ----- | ------ | ------ |
| 2014-2015                         | Sint-Truidense VV  | Tweede Klasse   | 28         | 3          | 0         | 0         | 1     | 0     | 29     | 3      |
| 2015-2016                         | Sint-Truidense VV  | Eerste klasse A | 10         | 1          | 4         | 0         | 2     | 0     | 16     | 1      |
| 2016-2017                         | Sporting Charleroi | Eerste klasse A | 10         | 0          | 4         | 0         | 2     | 0     | 16     | 0      |
| 2017-2018                         | Sporting Charleroi | Eerste klasse A | 22         | 3          | 5         | 0         | 3     | 0     | 30     | 3      |
| 2018-2019                         | Sporting Charleroi | Eerste klasse A | 21         | 1          | 12        | 0         | 2     | 0     | 35     | 1      |
| 2019-2020                         | Sporting Charleroi | Eerste klasse A | 13         | 0          | 0         | 0         | 2     | 0     | 15     | 0      |
| 2020-2021                         | Sporting Charleroi | Eerste klasse A | 4          | 0          | 0         | 0         | 0     | 0     | 4      | 0      |
| 2020-2021                         | KV Kortrijk        | Eerste klasse A | 6          | 0          | 0         | 0         | 0     | 0     | 6      | 0      |
| 2021-2022                         | Sporting Charleroi | Eerste klasse A | 1          | 0          | 0         | 0         | 0     | 0     | 1      | 0      |
| 2021-2022                         | KMSK Deinze        | Eerste klasse B | 3          | 0          | 0         | 0         | 0     | 0     | 0      | 0      |
| Carrière totaal                   | Carrière totaal    | Carrière totaal | 114        | 8          | 25        | 0         | 12    | 0     | 148    | 8      |
| Bijgewerkt tot 15 september 2021. |                    |                 |            |            |           |           |       |       |        |        |

1 Moser ·
2 Van Genechten ·
3 Davidson ·
4 Baiye ·
7 Nuhu ·
8 Peeters ·
9 Prevljak ·
10 Charles-Cook ·
11 N'Dri ·
13 S. Keita ·
14 Deom ·
15 Magnée ·
17 Bitumazala ·
18 A. Keita ·
20 Magee ·
23 Christie-Davis ·
24 Wakaso ·
28 Paeshuyse ·
29 Alloh ·
30 Gorenc ·
33 Nurudeen ·
35 Lambert ·
47 Offermann ·
77 Oger ·
99 Roufosse ·
Coach: Still